# Onthophagus curtulus
Onthophagus curtulus là một loài bọ cánh cứng trong họ Bọ hung (Scarabaeidae).